# لامبورگینی مارکو پولو
لامبورگینی مارکو پولو (به انگلیسی: Lamborghini Marco Polo)، یا ایتال‌دیزاین مارکو پولو، یک تمرین استایل توسط ایتال‌دیزاین جوجارو بود. مارکو پولو که در سال ۱۹۸۲ در نمایشگاه خودروی بولونیا معرفی شد، از خودروی مفهومی لانچیا مدوسا که دو سال پیش توسط ایتال‌دیزاین طراحی شده بود، الهام گرفت. این طرح در ابتدا برای یک سدان دلورین موتور DMC-24 در نظر گرفته شده بود، اما DMC پیش از پایان طرح مفهومی، پولش تمام شد. سپس ایتال‌دیزاین این طرح را به یک مفهوم برای لامبورگینی تبدیل کرد. چرخ‌های مارکو پولو از آلیاژهای استاندارد دلورین موتور هستند که با کلاهک هاب پوشیده شده‌اند. مارکو پولو یک نمونه اولیه در حال اجرا نیست، بلکه طراحی آن فقط یک مدل پلاستیکی نقاشی شده برای تحقیقات آیرودینامیکی است. نشان لامبورگینی بر روی دماغه خودرو به معنای هیچ برنامه طراحی انجام شده توسط کارخانه نبود، بلکه تمجیدی بود که توسط جوجارو به سازنده معروف پرداخته بود که به دلیل فشار دادن محدودیت‌های طراحی خودرو قابل توجه شد. اگرچه لامبورگینی تصویر هیجان انگیزتری از محصولات خود دارد، اما جوجارو تصمیم گرفت به این مطالعه خطی کمتر تهاجمی بدهد و ترجیح می‌دهد به جای آن بر کارایی آیرودینامیکی تمرکز کند تا در عین حفظ مصرف سوخت، محفظه سرنشینی آرام‌تر و سرعت بالاتری ارائه دهد. به این ترتیب، مارکو پولو دارای ضریب پسار ۰٫۲۴ در مقایسه با مدوزا ۰٫۲۶ است.
مارکو پولو، در حالی که چهار نفره است، تنها دو در به سبک بال‌پرنده‌ای دارد، مانند آنچه در مارزال استفاده شده‌است، که می‌تواند از صندلی‌های جلو یا عقب باز شود.